# 乐民城遗址
乐民城遗址，位于中国广东省湛江市遂溪县乐民镇乐民城村，为遂溪县的一个县级文物保护单位，类型为古遗址，公布时间为1985年12月27日。
乐民城遗址的历史年代为东汉。